# Joanna Kocielnik
Joanna Kocielnik (ur. 11 marca 1983 w Warszawie) – polska lekkoatletka, płotkarka i sprinterka, olimpijka z Pekinu 2008.

## Życiorys
Zawodniczka klubu Orła Warszawa. Reprezentantka Polski na Igrzyska Olimpijskie w Pekinie (2008) w sztafecie 4 × 100 m. Mistrzyni Polski w biegu na 100 m przez płotki (2007 i 2009 i 2010). Trzykrotna halowa mistrzyni Polski w biegu na 60 m przez płotki (2006, 2008, 2009).
Wystąpiła w finale olimpijskim w sztafecie 4 × 100 metrów. Biegnąc na ostatniej zmianie, przyprowadziła reprezentacyjną sztafetę na ostatnim, 6. miejscu (dwie sztafety nie dobiegły do mety), jednakże Polki zostały zdyskwalifikowane za przekroczenie strefy zmian.

## Rekordy życiowe
- bieg na 100 m (stadion) – 11.59 (Warszawa, 2009)
- bieg na 100 m przez płotki (stadion) – 13,04 (Bergen, 2010)
- bieg na 60 m (hala) – 7,43 (Spała, 2009)
- bieg na 60 m przez płotki (hala) – 8,14 (Praga, 2009)